# Ніна Сімон
Ніна Сімо́н (англ. Nina Simone, [ˈniːnə sɨˈmoʊn], справжнє ім'я Юніс Кетлін Веймон, англ. Eunice Kathleen Waymon; 21 лютого 1933, Трайон — 21 квітня 2003, Каррі-ле-Руе) — американська джазова співачка, піаністка та аранжувальниця.

## Життєвий і творчий нарис
Народилась у штаті Північна Кароліна. Здобула освіту в Джульярдській музичній школі в Нью-Йорку. Розпочавши в 1953 році кар'єру піаністки в нічних клубах Атлантик-Сіті, вона взяла псевдонім на честь своєї улюбленої акторки Симони Синьйоре. На початку 60-х підготувала збірку композицій Дюка Еллінгтона, блюзові балади з бродвейських мюзиклів. Наприкінці 50-х вже записала 10 альбомів. Симон виступала на концертах не тільки як співачка з напрочуд багатим і гнучким вокалом, але також як піаністка, танцівниця та актриса.
В 1965 році вийшов найуспішніший альбом «I Put a Spell on You», до якого увійшли її найпопулярніші хіти: «I Put a Spell on You», «Feeling Good» і «Ne me quitte pas». 1966 року вийшов диск «Wild is the Wind», що більше тяжів до соулу. Ніна Сімон була особисто знайома з Мартіном Лютером Кінгом, борцем за права чорношкірих американців. Після його вбивства, а також після вбивства чотирьох чорношкірих дітей з'явився твір «Mississippi Goddam» та ряд інших творів подібної тематики.
Пісні з її репертуару надалі співалися також іншими виконавцями й ставали хітами. Це, наприклад «Don't Let Me Be Misunderstood», згодом рок-хіт групи «The Animals». Відома в її виконанні пісня «The House of the Rising Sun» також стала хітом у виконанні «The Animals». Пісня «I Put a Spell on You» вплинула на вокальні партії в хіті «Michelle» групи «The Beatles».
В 1970 році у Сімон оголосила про те, що розчарована американським шоубізнесом і віддалилася на Барбадос. Залишок життя провела у Франції. З 1970 по 1978 роки вона підготувала сім студійних робіт, збірник пісень під власний акомпанемент. Після довгої перерви в 1993 році вийшов останній альбом з новим матеріалом: «A Single Woman».
Останні роки Ніна Сімон хворіла на рак молочної залози, що зрештою й стало причиною її смерті у квітні 2003 року. Вона померла у своєму будинку в містечку Карі-ле-Руе на півдні Франції у 70-річному віці.

## Дискографія

### Альбоми
- 1959 — Little Girl Blue (студійний)
- 1959 — The Amazing Nina Simone (студійний)
- 1959 — Nina Simone at Town Hall (концернтний / студійний)
- 1960 — Nina Simone at Newport (концернтний)
- 1961 — Forbidden Fruit (студійний)
- 1962 — Nina at the Village Gate (концернтний)
- 1962 — Nina Simone Sings Ellington (студійний)
- 1963 — Nina Simone at Carnegie Hall (концернтний)
- 1964 — Folksy Nina (концернтний)
- 1964 — Nina Simone in Concert (концернтний)
- 1964 — Broadway-Blues-Ballads (студійний)
- 1965 — I Put a Spell on You (студійний)
- 1965 — Pastel Blues (студійний)
- 1966 — Let It All Out (концернтний / студійний)
- 1966 — Wild Is the Wind (студійний)
- 1967 — High Priestess of Soul (студійний)
- 1967 — Nina Simone Sings the Blues (студійний)
- 1967 — Silk & Soul (студійний)
- 1968 — 'Nuff Said! (концернтний / студійний)
- 1969 — Nina Simone and Piano (студійний)
- 1969 — To Love Somebody (студійний)
- 1970 — Black Gold (концернтний)
- 1971 — Here Comes the Sun (студійний)
- 1972 — Emergency Ward (концернтний / студійний)
- 1974 — It Is Finished (концернтний)
- 1978 — Baltimore (студійний)
- 1982 — Fodder on My Wings (студійний)
- 1985 — Nina's Back (студійний)
- 1985 — Live & Kickin (концернтний)
- 1987 — Let It Be Me (концернтний)
- 1987 — Live at Ronnie Scott's (концернтний)
- 1993 — A Single Woman (студійний)